# Глинянський тракт

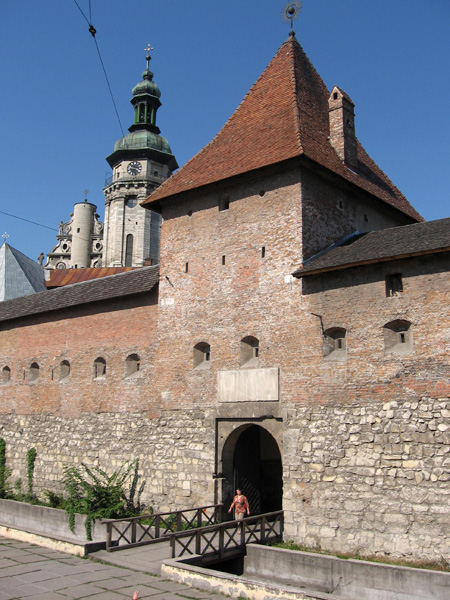
Глинянська вежа

Глиня́нський тра́кт — початкова гілка одного з головних шляхів, що відходила зі Львова у східному напрямку. Від Глинянської вежі у Львові Глинянський тракт вів на Глиняни, далі на Золочів, Зборів, Козлів, Тернопіль. Глинянський тракт започатковував магістральні шляхи, що вели зі Львова до Києва, Кам'янця-Подільського та Ясс (нині місто в Румунії), а також татарську дорогу — до Кафи.